# Eburia thoracica
Eburia thoracica är en skalbaggsart som beskrevs av White 1853. Eburia thoracica ingår i släktet Eburia och familjen långhorningar.
Artens utbredningsområde är:
- Curaçao.
- Surinam.

Inga underarter finns listade i Catalogue of Life.